# Aeroportul Losuia
Aeroportul Losuia (IATA: LSA, ICAO: AYKA) este un aeroport din Losuia⁠(d), Papua Noua Guinee. A fost deschis în 1943.
Situat la o altitudine de 4 m, aeroportul dispune de o singură pistă.